# Ragnhild von Norwegen

Prinzessin Ragnhild von Norwegen

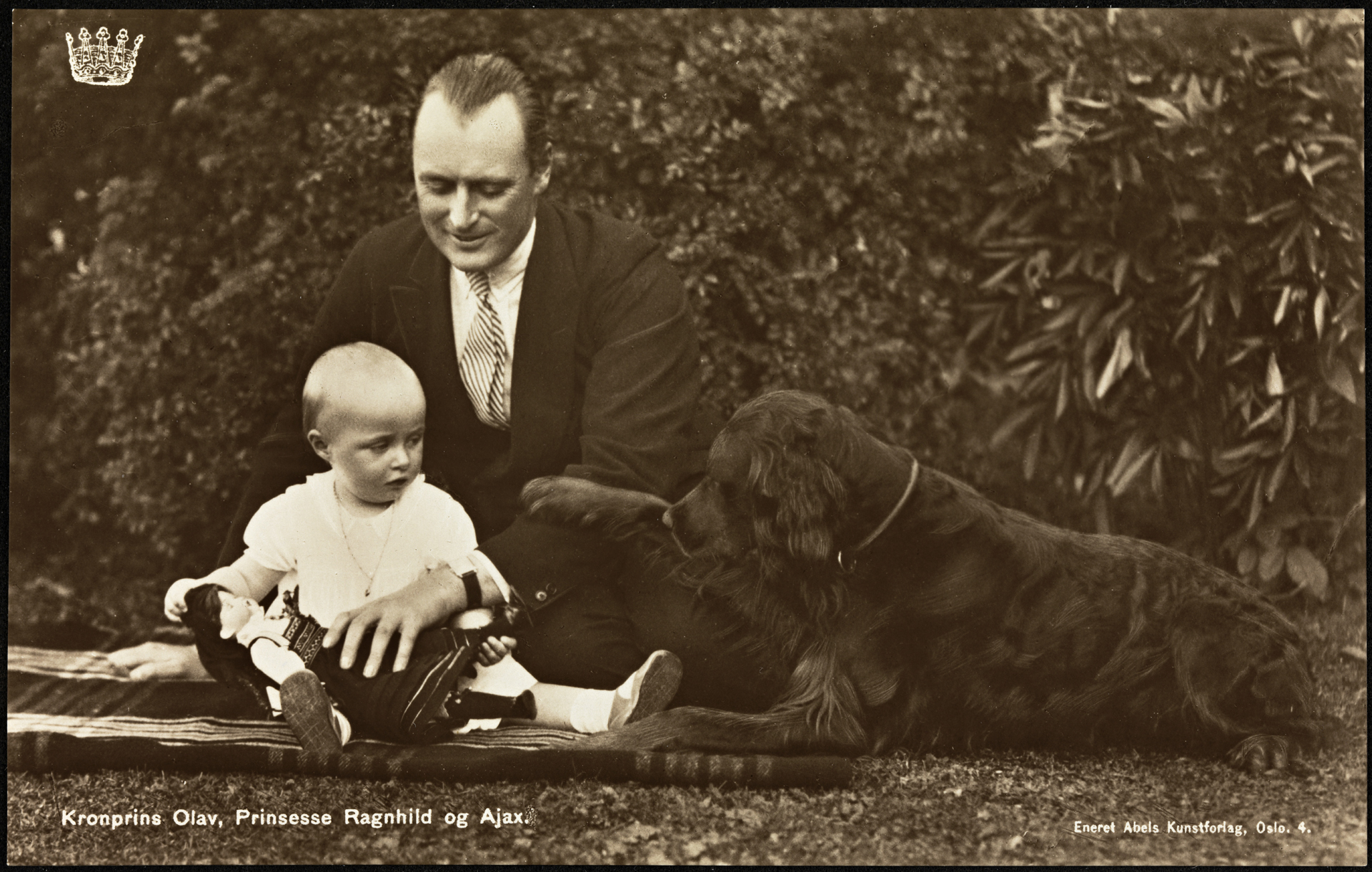
Kronprinz Olav mit seiner Tochter Ragnhild (1931)

Prinzessin Ragnhild Alexandra von Norwegen (* 9. Juni 1930 in Oslo; † 16. September 2012 in Rio de Janeiro, Brasilien) war die älteste Tochter von König Olav V. und Märtha von Schweden und gehörte dem Haus von Schleswig-Holstein-Sonderburg-Glücksburg an, einer Nebenlinie des Hauses Oldenburg. Seit der Hochzeit 1953 mit dem Industriellen Erling Lorentzen wurde sie offiziell Prinzessin Ragnhild, Frau Lorentzen (prinsesse Ragnhild, fru Lorentzen) genannt.

## Leben
Prinzessin Ragnhild wurde am 9. Juni 1930 im königlichen Schloss von Oslo geboren. Ihr Taufname war Ragnhild Alexandra. Sie war das erste Kind von Olav V. von Norwegen und seiner Frau Märtha von Schweden. Prinzessin Ragnhild war die Schwester des jetzigen norwegischen Königs Harald V. und Prinzessin Astrid. Sie war die erste norwegische Prinzessin seit 629 Jahren, die auf norwegischem Boden geboren wurde.

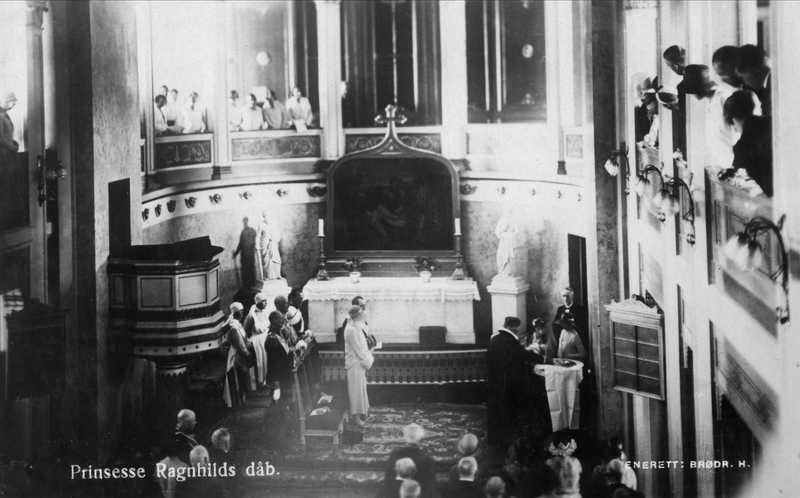
Bild der Taufe von 1930

Die Prinzessin wuchs auf dem Landgut Skaugum auf. Nach dem deutschen Einmarsch in Norwegen 1940 floh die Königsfamilie aus Oslo zunächst nach Schweden, später in die USA. Dort lebte die Prinzessin mit Mutter und Geschwistern in Washington, D.C. bis 1945. Danach zog die Familie wieder nach Skaugum.
Am 15. Mai 1953 heiratete sie den Industriellen Erling Sven Lorentzen (* 28. Januar 1923; † 9. März 2021), ein Mitglied der bürgerlichen Familie Lorentzen, in der Kirche von Asker. Seit der Hochzeit wurde sie offiziell Prinzessin Ragnhild, Frau Lorentzen (norwegisch: prinsesse Ragnhild, fru Lorentzen) genannt.
Seit ihrer Eheschließung lebte sie mit ihrer Familie in Rio de Janeiro. Ihr Mann war ein Geschäftsmann. Ihm gehörten Anteile der Zellulosefabrik Aracruz.
Mit ihrem Mann wurde sie Mutter dreier Kinder:
- Haakon Lorentzen (* 23. August 1954) ist seit 1982 mit Martha Carvalho de Freitas (* 5. April 1958) verheiratet. Sie leben in Brasilien und haben drei gemeinsame Kinder:
  - Olav Alexander Lorentzen (* 11. Juli 1985)
  - Christian Frederik Lorentzen (* 23. Mai 1988)
  - Sophia Anne Lorentzen (* 28. Juni 1994)
- Ingeborg Lorentzen (* 27. Februar 1957) ist seit 1982 mit dem Brasilianer Paulo César Pereira Ribeiro (* 29. November 1956) verheiratet. Mit ihm hat sie eine Tochter:
  - Victoria Ragna Lorentzen Ribeiro (* 19. Dezember 1988)
- Ragnhild Alexandra Lorentzen (* 8. Mai 1968) ist seit 2003 mit Aaron Matthew Long verheiratet. Mit ihm lebt sie in San Francisco, USA. Sie haben zwei gemeinsame Töchter:
  - Alexandra Lorentzen Long (* 14. Dezember 2007).
  - Elizabeth Lorentzen Long (*  März 2011)

Prinzessin Ragnhild starb am 16. September 2012 in ihrem Haus in Rio de Janeiro.

## Sonstiges
Ein Stück der Küste der Antarktis (Königin-Maud-Land) ist nach der Prinzessin benannt (Prinzessin-Ragnhild-Küste).
Ragnhild war, als vor 1971 geborene Frau, nie Teil der norwegischen Thronfolge. Allerdings stand sie als Urenkelin von Eduard VII. in der britischen (zuletzt auf Platz 77). Ihre Kinder sind von der Thronfolge ausgeschlossen, da sie mit Katholiken verheiratet sind. Allerdings stehen ihre Enkel Olav Alexander, Christian Frederik, Sophia Anne und Victoria Ragna auf den Plätzen 80 bis 83 (Stand August 2013).